# PubMed Central
PubMed Central (PMC) es un repositorio digital de acceso abierto con artículos en texto completo publicados en revistas biomédicas y de ciencias de la vida. Fue desarrollado por el Centro Nacional para Información de Biotecnología (NCBI).
PubMed Central es distinto a PubMed. PubMed Central es un repositorio digital con el texto completo de los artículos. Por otro lado, aunque PubMed es una base de datos que permite buscar citas y resúmenes de biomedicina, el texto completo del artículo se encuentra en otro sitio (impreso o digital, abierto o detrás de un muro de pago por suscripción). 
Los envíos a PMC están indexados y formateados para mejorar los metadatos , la ontología médica y los identificadores únicos que enriquecen los datos estructurados XML de cada artículo.  El contenido dentro de PMC se puede vincular a otras bases de datos de NCBI y se puede acceder a través deEntrez sistemas de búsqueda y recuperación, mejorando aún más la capacidad del público para descubrir, leer y desarrollar su conocimiento biomédico.
Para mayo de 2021, el archivo de PMC contenía más de 6.9 millones de artículos.

## Adopción
Lanzado en febrero del 2000, el repositorio ha crecido rápidamente, gracias a que la Política de Acceso Público NIH está diseñada para hacer que todas las investigaciones financiadas por los Institutos Nacionales de Salud (NIH) estén disponibles libre y gratuitamente.
Una versión del Reino Unido del sistema PubMed Central, UK PubMed Central (UKPMC) , ha sido desarrollada por Wellcome Trust y la Biblioteca Británica como parte de un grupo de nueve financiadores de investigación del Reino Unido. Este sistema se puso en marcha en enero de 2007. El 1 de noviembre de 2012, se convirtió en Europe PubMed Central . El miembro canadiense de la red PubMed Central International, PubMed Central Canada , se lanzó en octubre de 2009 y suspendió sus operaciones el 23 de febrero de 2018.

## Aceptación de revistas a la colección PMC
Las revistas biomédicas y de ciencias de la vida pueden postularse para pertenecer a esta colección. Para ello deben cumplir unos criterios de calidad científica y técnica. Las revistas que hacen parte de la base de datos PubMed se les considera que tienen la calidad científica solicitada por PMC. Los criterios de calidad técnica son medidos principalmente por la capacidad de generar los artículos en archivos XML JATS libre de errores de forma consistente y sin diferencias del contenido del artículo con la versión en formato PDF.

## Categorías de revistas en PMC
PMC clasifica las revistas en tres categorías según la forma de depositar sus artículos 

### Participación total
Son las revistas que publican su contenido completo de cada número a partir de su aceptación. Esta categoría tiene 2473 revistas en mayo del 2021

### Portafolio de losNIH
Son las revistas que depositan los artículos provenientes de investigaciones financiadas por los NIH. Cuando un artículo fue financiado por los NIH, es obligatorio publicarlo en acceso abierto en PMC. El editor de estas revistas, también, puede publicar artículos que no hubiesen financiado los NIH. Esta categoría tiene 333 revistas en mayo del 2021

### Depósito selectivo
Son revistas que publican algunos de sus contenidos en PMC. Las razones son variadas, la más frecuente es que tengan fondos del NIH o que el patrocinador requiera por algún acuerdo la publicación en esta colección. Esta categoría tiene 7849 revistas en mayo del 2021

## Revistas latinoamericanas incluidas en PMC
Para el año 2021, las siguientes revistas latinoamericanas están en la colección PMC El ingreso de las revistas latinoamericanas a la colección PMC se debe en gran medida a la implementación de las herramientas para construir archivos XML-JATS del  proyecto SciELO (Scientific Electronic Library Online o Biblioteca Científica Electrónica en Línea)
| Revista                                                                | ISSN electrónico | País     | Ingreso a PMC | Disponibles en PubMed/Medline | Idioma en PMC    |
| ---------------------------------------------------------------------- | ---------------- | -------- | ------------- | ----------------------------- | ---------------- |
| Acta Cirúrgica Brasileira                                              | 1678-2674        | Brasil   | 2019          | SI                            | Inglés           |
| Acta Ortopedica Brasileira                                             | 1809-4406        | Brasil   | 2012          | No                            | Inglés           |
| Animal Reproduction                                                    | 1984-3143        | Brasil   | 2018          | No                            | Inglés           |
| Arquivos Brasileiros de Cardiologia                                    | 1678-4170        | Brasil   | 2013          | Si                            | Inglés           |
| Arquivos Brasileiros de Cirurgia Digestiva : ABCD                      | 2317-6326        | Brasil   | 2014          | Si                            | Inglés           |
| Autopsy & Case Reports                                                 | 2236-1960        | Brasil   | 2011          | No                            | Inglés           |
| Biological Research                                                    | 0717-6287        | Chile    | 2014          | Si                            | Inglés           |
| Biomédica : Revista del Instituto Nacional de Salud                    | 2590-7379        | Colombia | 2019          | Si                            | Español          |
| Brazilian Journal of Cardiovascular Surgery                            | 1678-9741        | Brasil   | 2013          | Si                            | Inglés           |
| Brazilian Journal of Medical and Biological Research                   | 1414-431X        | Brasil   | 2012          | Si                            | Inglés           |
| Brazilian Journal of Microbiology                                      | 1678-4405        | Brasil   | 2008          | Si                            | Inglés           |
| Brazilian Journal of Physical Therapy                                  | 1809-9246        | Brasil   | 2013          | Si                            | Inglés           |
| Clinics                                                                | 1980-5322        | Brasil   | 2008          | Sí                            | Inglés           |
| Colombia Médica                                                        | 1657-9534        | Colombia | 2012          | Sí                            | Inglés y español |
| Dementia & Neuropsychologia                                            | 1980-5764        | Brasil   | 2007          | No                            | Inglés           |
| Dental Press Journal of Orthodontics                                   | 2177-6709        | Brasil   | 2014          | Si                            | Inglés           |
| Einstein                                                               | 2317-6385        | Brasil   | 2013          | Si                            | Inglés           |
| Genetics and Molecular Biology                                         | 1678-4685        | Brasil   | 2009          | No                            | Inglés           |
| Hematology, Transfusion and Cell Therapy                               | 2531-1387        | Brasil   | 2011          | No                            | Inglés           |
| International Archives of Otorhinolaryngology                          | 1809-4864        | Brasil   | 2012          | No                            | Inglés           |
| International Brazilian Journal of Urology                             | 1677-5538        | Brasil   | 2015          | Si                            | Inglés           |
| International Journal of Psychological Research                        | 2011-7922        | Colombia | 2017          | No                            | Inglés           |
| Investigación y Educación en Enfermería                                | 2216-0280        | Colombia | 2021          | Si                            | Español          |
| JBRA Assisted Reproduction                                             | 1518-0557        | Brasil   | 2016          | Si                            | Inglés           |
| Jornal Brasileiro de Nefrologia                                        | 2175-8239        | Brasil   | 2018          | Si                            | Inglés           |
| Jornal Brasileiro de Pneumologia                                       | 1806-3756        | Brasil   | 2013          | Si                            | Inglés           |
| Jornal Vascular Brasileiro                                             | 1677-7301        | Brasil   | 2016          | No                            | Inglés           |
| Journal of Applied Oral Science                                        | 1678-7765        | Brasil   | 2006          | Si                            | Inglés           |
| The Journal of Venomous Animals and Toxins Including Tropical Diseases | 1678-9199        | Brasil   | 2013          | No                            | Inglés           |
| Memórias do Instituto Oswaldo Cruz                                     | 1678-8060        | Brasil   | 2013          | Si                            | Inglés           |
| Psicologia, Reflexao e Crítica                                         | 1678-7153        | Brasil   | 2017          | No                            | Inglés           |
| Radiologia Brasileira                                                  | 1678-7099        | Brasil   | 2014          | No                            | Inglés           |
| Brazilian Journal of Cardiovascular Surgery                            | 1678-9741        | Brasil   | 2013          | No                            | Inglés           |
| Hematology, Transfusion and Cell Therapy                               | 1806-0870        | Brasil   | 2011          | No                            | Inglés           |
| Revista Brasileira de Medicina do Trabalho                             | 2447-0147        | Brasil   | 2017          | No                            | Inglés           |
| Revista Brasileira de Ortopedia                                        | 2255-4971        | Brasil   | 2019          | No                            | Inglés           |
| Brazilian Journal of Psychiatry                                        | 1809-452X        | Brasil   | 2016          | Si                            | Inglés           |
| Revista Brasileira de Terapia Intensiva                                | 1982-4335        | Brasil   | 2012          | Si                            | Inglés           |
| Revista da Sociedade Brasileira de Medicina Tropical                   | 1678-9849        | Brasil   | 2020          | Si                            | Inglés           |
| Revista de Saúde Pública                                               | 1518-8787        | Brasil   | 2013          | Si                            | Inglés           |
| Revista do Instituto de Medicina Tropical de São Paulo                 | 1678-9946        | Brasil   | 2013          | Si                            | Inglés           |
| Revista Latino-Americana de Enfermagem                                 | 1518-8345        | Brasil   | 2014          | Si                            | Inglés           |
| Revista Paulista de Pediatria                                          | 1984-0462        | Brasil   | 2013          | Si                            | Inglés           |
| Sleep Science                                                          | 1984-0063        | Brasil   | 2014          | No                            | Inglés           |
| Trends in Psychiatry and Psychotherapy                                 | 2238-0019        | Brasil   | 2020          | Si                            | Inglés           |